# خانواده پورشه
خانواده پورشه (به انگلیسی: Porsche family) خانواده برجسته اتریشی آلمانی تبار با پیشینه‌ای صنعتی است، که مشهورترین عضو آن فردیناند پورشه می‌باشد. وی در خانواده‌ای آلمانی‌تبار، در بوهم زاده شد. پدر او آنتوان پورشه (۱۸۴۵-۱۹۰۸) و مادرش آنا الریخ بود. نام خانوادگی پورشه، در زبان آلمانی به‌معنای مرد جوان می‌باشد و ریشه‌های خانواده پورشه، به قرن ۱۸ میلادی بازمی‌گردد، که در شهر لیبرتس سکونت داشتند.
فردیناند پورشه یکی از بنیانگذاران گروه فولکس‌واگن بود. وی در سال ۱۹۳۱ اقدام به تأسیس شرکت خودروسازی پورشه نمود.
پس از درگذشت فردیناند پورشه در سال ۱۹۵۱ نیمی از سهام شرکت پورشه، به فری پورشه پسر ارشد فردیناند واگذار شد و ۵۰٪ درصد از سهام آن نیز، به دختر وی؛ لوئیس و همسرش آنتوان پیک، به ارث رسید. امروزه افراد دو خانواده پورشه (فرزندان و نوادگان فری پورشه) و خانواده پیک (نوادگان لوئیس و آنتوان پیک) همچنان کنترل بخش اعظم از سهام شرکت پورشه را در اختیار دارند. شرکت‌های پورشه هولدینگ و پورشه اس‌ای نیز متعلق به خانواده پورشه می‌باشند. 
از اعضای شناخته شده خانواده پورشه، که همگی در صنعت خودروسازی فعالیت کرده یا می‌کنند، می‌توان به افراد زیر اشاره کرد: 
- فردیناند پورشه: مؤسس شرکت پورشه و از بنیانگذاران شرکت فولکس‌واگن.
- فری پورشه: بنیانگذار شرکت پورشه هولدینگ (پسر فردیناند پورشه)
- وولفگانگ پورشه: رییس هیئت مدیره فعلی شرکت‌های پورشه و پورشه اس‌ای. (فرزند فری پورشه)
- فردیناند پیئش: رییس هیئت مدیره فعلی گروه فولکس‌واگن و مدیر عامل اجرایی اسبق این گروه. (فرزند لوئیس پورشه و آنتوان پیک)